# مگی بایرد

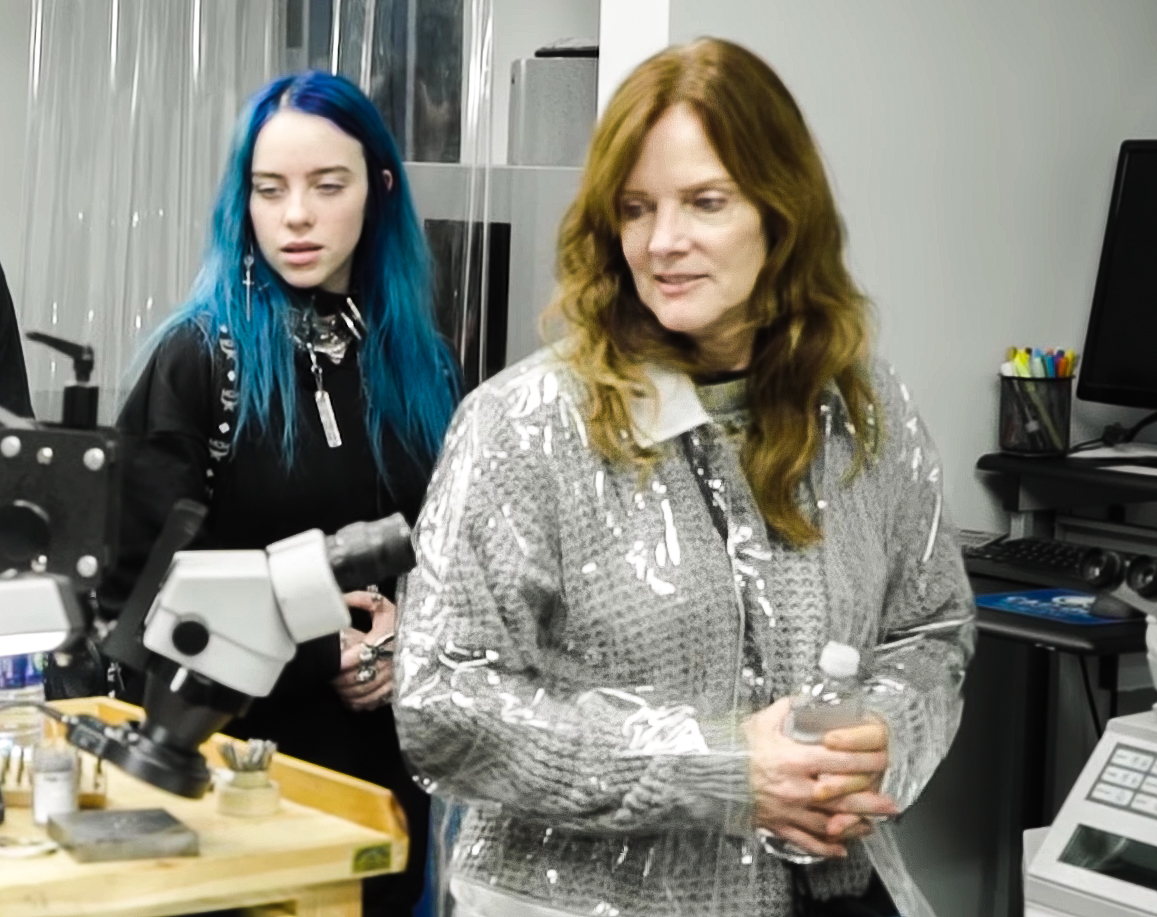
بایرد و دخترش بیلی ایلیش در نوامبر سال ۲۰۱۸ در آتلانتا بودند

مگی می بایرد (زاده ۳۰ مارس ۱۹۵۹) بازیگر، صداپیشه، خواننده ترانه‌سرا و فیلم‌نامه‌نویس آمریکایی است. او مادر موسیقیدانان فینیاس اوکانل و بیلی آیلیش است.
بایرد در کلرادو با اجرای موسیقی بزرگ شد و قبل از عزیمت به نیویورک ، جایی که در برادوی اجرا کرد، در رشته تئاتر و رقص در دانشگاه یوتا تحصیل می‌کرد. او اولین فیلم تلویزیونی خود را در سال ۱۹۸۱ در سریال‌های تلویزیونی دنیایی دیگر (انگلیسی: Another World) و اولین فیلمش در فیلم مردی بی‌گناه (۱۹۸۹) آغاز کرد. بایرد پس از مهاجرت به لس آنجلس در سال ۱۹۹۱ به بازیگری در تلویزیون و فیلم سینمایی ادامه داد و در The Groundlings، یک گروه تئاتر و یک مدرسه تئاتر بداهه به عضویت و تدیس پرداخت. او در سریال‌های تلویزیونی 2000s مانند Bones، X-Files و Six Feet Under بازی کرد. در سال ۲۰۰۹، بایرد آلبوم استودیوی جدید خود با نام "بادبان" را منتشر کرد. در سال ۲۰۱۳، بایرد در فیلم خود با نام Life Inside Out فیلم‌نامه‌نویسی و بازی کرد. او ویدیوی موسیقی دخترش بیلی الیش را برای " شش پا زیر " که در سال ۲۰۱۶ منتشر شد، ویرایش کرد.